# Ermitage Saint-Cyr de Taüll
Ne doit pas être confondu avec Ermitage Saint-Cyr de Durro.
L'ermitage Saint-Cyr (catalan : ermita de Sant Quirc) est une chapelle isolée dans la montagne, au lieu-dit Pla de l'Ermita, du hameau de Taüll dans la commune de La Vall de Boí, Alta Ribagorça, dans les Pyrénées centrales espagnoles. C'est sans doute le plus humble parmi les édifices romans qui ont fait la réputation de la vallée de Boí.

## Description
En Espagne, l'ermita est une chapelle, souvent très rustique, isolée, qui a pu être effectivement un ermitage, et où la tradition est de faire un pèlerinage ou romeria le jour de la fête du saint titulaire. Cet usage est resté très vivant et ce jour de fête est une occasion de maintenir les liens sociaux de la communauté du voisinage.
Le Pla de l'Ermita domine un vaste paysage qui permet de voir le haut de la vall de Boí. Comme la chapelle de Saint-Cyr de Durro, en haut de cette même vallée, plus connue, elle est dédiée à saint Cyr de Tarse (Sant Quirc, sant Quirze) saint enfant, fils de sainte Julitte, qui subit le martyre avec elle en 304. Saint Cyr et sainte Julitte sont fêtés le 16 juin et la romeria a lieu aux alentours de cette date.
La chapelle est un édifice rectangulaire, d'une seule nef en berceau, avec une abside semi-circulaire, voûtée en cul-de-four, s'ouvrant par un profond arc en plein cintre. La porte d'entrée, sommée d'un arc en plein cintre, est au milieu de la façade sud. Sur la façade nord s'ouvre une fenêtre fermée par une vitre, qui était probablement l'entrée d'une chapelle latérale disparue. Le pourtour de la nef est occupé par un banc de maçonnerie. Mise à part la fenêtre latérale, la chapelle était seulement éclairée par une fenêtre, étroite comme une meurtrière, au centre de l'abside.
La rusticité de sa construction ne permet pas de la dater avec précision, on estime qu'elle remonte aux dernières années du XIIe siècle, ou peut-être plus tard.

## Légendes
Le lieu était réputé pour être fréquenté par des encantaires, personnages féminins, entre fées et sorcières.

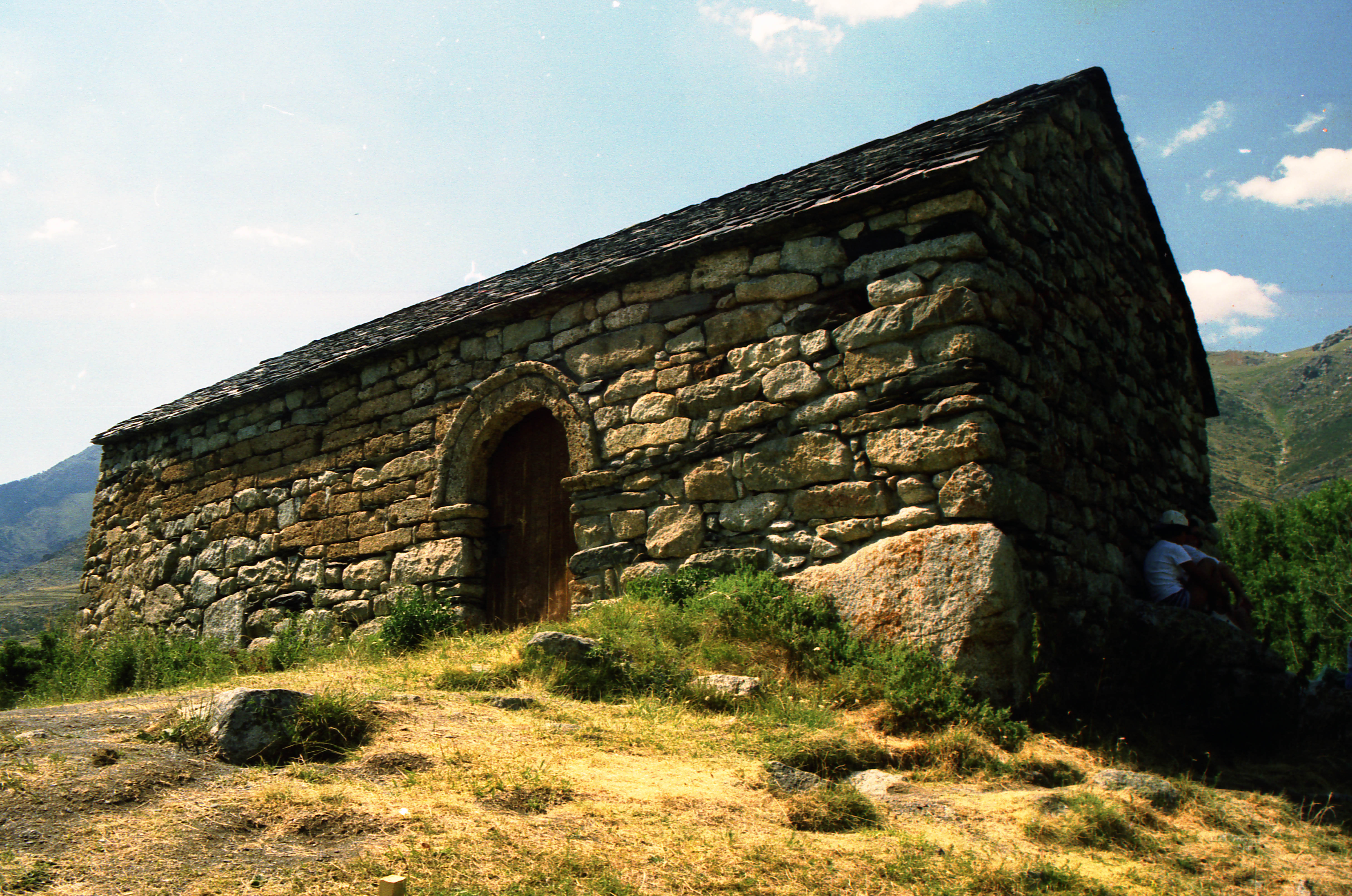
Façade sud
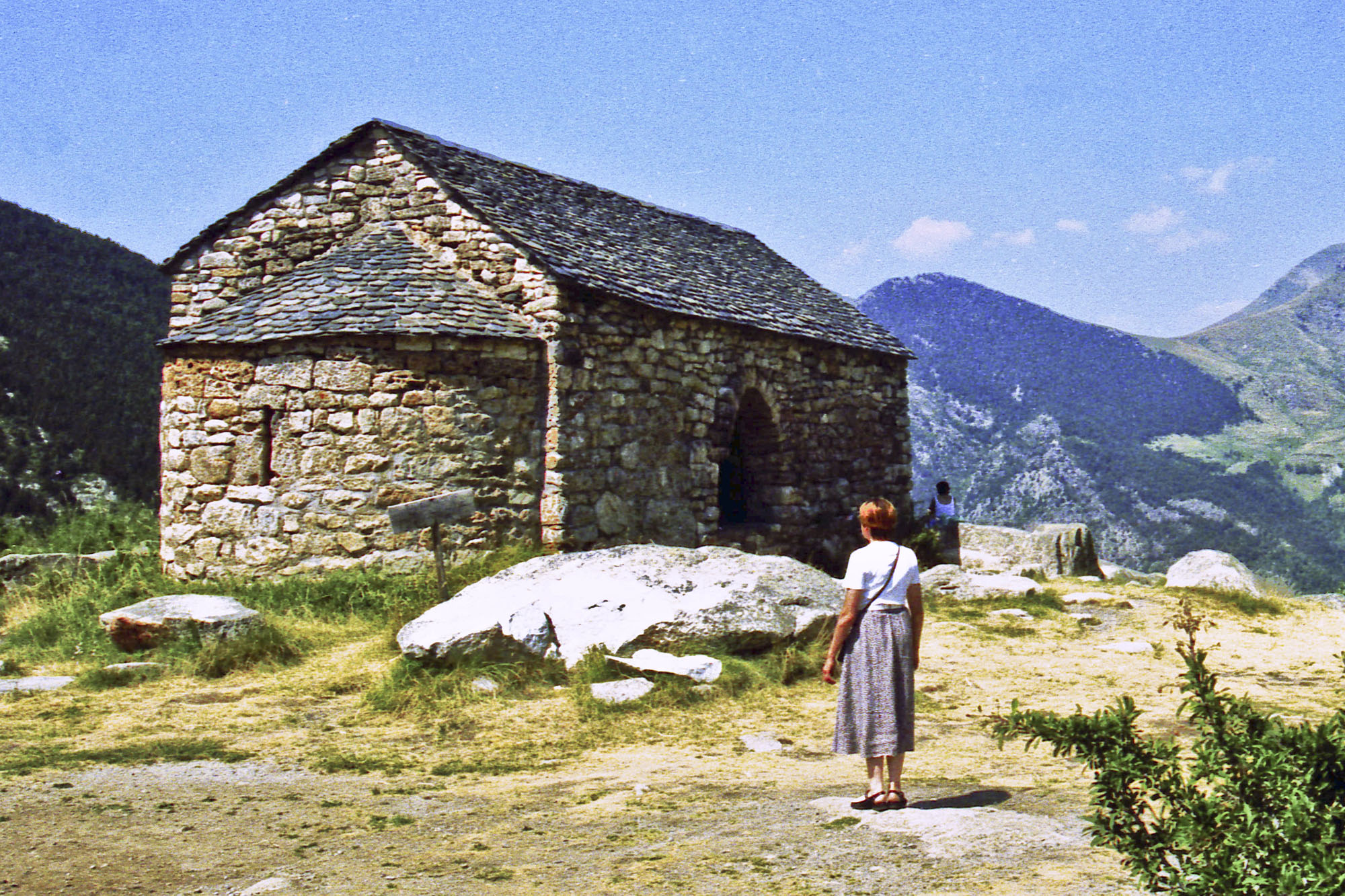
Abside et façade nord
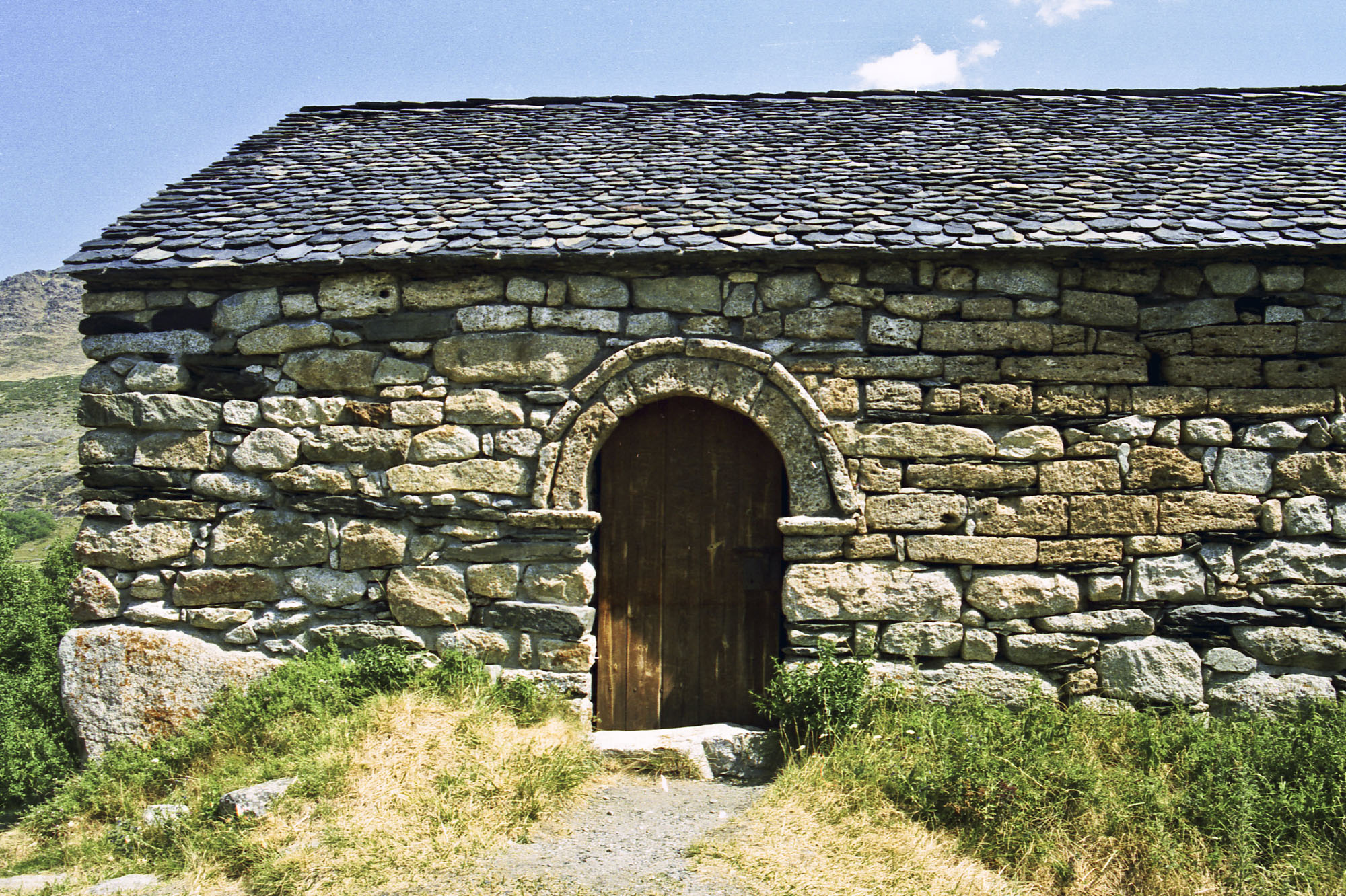
Porte, façade sud